# Phoenix Film Critics Society Awards 2005
6° PFCS Awards

20 dicembre 2005

Miglior film:

 Cinderella Man - Una ragione per lottare 
I premi del 6° Phoenix Film Critics Society Awards in onore del miglior cinema del 2005, sono stati annunciati il 20 dicembre 2005.

## Premi assegnati

### Miglior film
Cinderella Man - Una ragione per lottare

### Miglior regista
George Clooney - Good Night, and Good Luck.

### Miglior attore
Heath Ledger - I segreti di Brokeback Mountain

### Miglior attrice
Felicity Huffman - Transamerica

### Miglior attore non protagonista
Jake Gyllenhaal - I segreti di Brokeback Mountain

### Miglior attrice non protagonista
Michelle Williams - I segreti di Brokeback Mountain

### Miglior cast
Crash - Contatto fisico

### Migliore sceneggiatura originale
Crash - Contatto fisico - Paul Haggis, Bobby Moresco

### Migliore adattamento della sceneggiatura
I segreti di Brokeback Mountain - Larry McMurtry, Diana Ossana

### Miglior film di animazione
Wallace & Gromit - La maledizione del coniglio mannaro

### Miglior film in lingua straniera
Kung Fusion, Hong Kong / Cina

### Miglior documentario
La marcia dei pinguini

### Miglior fotografia
I segreti di Brokeback Mountain - Rodrigo Prieto

### Migliore scenografia
King Kong

### Migliori costumi
Memorie di una geisha

### Miglior montaggio
Sin City - Robert Rodriguez

### Migliori effetti speciali
King Kong

### Migliori stunt-men
Batman Begins

### Migliori musiche originali
Transamerica - "Travelin' Thru"

### Migliore colonna sonora
La fabbrica di cioccolato - Danny Elfman

### Miglior film per la famiglia
Millions

### Miglior attore debuttante
Freddie Highmore - La fabbrica di cioccolato

### Miglior attrice debuttante
Georgie Henley - Le cronache di Narnia - Il leone, la strega e l'armadio

### Migliori prestazioni dietro la cinepresa
Paul Haggis - Crash - Contatto fisico

### Migliori prestazioni davanti alla cinepresa
Terrence Howard - Hustle & Flow - Il colore della musica

### Miglior film passato inosservato
Kiss Kiss Bang Bang